# Entomogramma falcata
Entomogramma falcata är en fjärilsart som beskrevs av Gustaaf Hulstaert 1924. Entomogramma falcata ingår i släktet Entomogramma och familjen nattflyn. Inga underarter finns listade i Catalogue of Life.